# La madre profuga
La madre profuga è un dipinto a olio su tela (91 x 96 eseguito nel 1918 circa dal pittore italiano Filippo Castelli.
È conservato nei Musei Civici di Monza.
Il soggetto pittorico è una donna che tiene in braccio la sua bimba, mentre le rivolge uno sguardo amoroso. L'ambiente non descrittivo che fa da sfondo al quadro, nel quale si scorge solo l'alto schienale della sedia su cui siede la donna con la figlia in grembo, sembra voler dare risalto alla figura, nel suo gesto di avvolgente e rassicurante protezione.